# Phare Luís Correira
Le phare Luís Correia (en portugais : Farol Luís Correia) est un phare situé sur Ponta do Itaqui, à environ 10 km à l'est de  Luís Correia (État de Piauí - Brésil).
Ce phare est la propriété de la Marine brésilienne et il est géré par le Centro de Sinalização Náutica e Reparos Almirante Moraes Rego (CAMR) au sein de la Direction de l'Hydrographie et de la Navigation (DHN).

## Histoire
Le phare actuel a remplacé celui mis en service en 1917. Il est érigé sur un promontoire, dans les dunes littorales, à 10 km de la ville de Luís Correia. C'est une tour cylindrique de 14 m de haut montée sur un local technique carré d'un étage. Le phare est peint en blanc avec une bande horizontale rouge. Il émet, à environ 29 m au-dessus du niveau de la mer, un éclat blanc toutes les cinq secondes d'une portée maximale de 28 km.
Identifiant : ARLHS : BRA061 ; BR0844 - Amirauté : G0104 - NGA : 17740.

## Caractéristique dufeu maritime
- Fréquence sur 5 secondes :
  - Lumière : 1 seconde
  - Obscurité : 4 secondes

### Lien connexe
- Liste des phares du Brésil